# Muonio (fisica)
Il muonio è un atomo esotico leptonico, cioè uno stato legato composto da un antimuone (muone positivo), che adempie la funzione di nucleo, e un elettrone. Venne scoperto nel 1960 dal fisico Vernon W. Hughes; ad esso è stato attribuito il simbolo chimico Mu, ma è anche rappresentato con i simboli delle particelle costituenti: μ+e−. Dalla data della sua scoperta l'interesse per il muonio continua e le ricerche su di esso proseguono si arricchiscono, riguardando anche motivi di fisica fondamentale.
Nonostante il nome (stabilito dalla IUPAC), il muonio non è un onio e pertanto non va confuso con un altro atomo esotico, formato da una coppia simmetrica muone e antimuone, che è noto tra i fisici come "vero muonio" e che rappresenta una sorta di "positronio pesante".

## Instabilità
Il sistema muonio non è stabile: la vita media di quest’atomo esotico è condizionata da quella del suo nucleo, il muone, il quale è soggetto a decadere, quasi esclusivamente (~100%), in un positrone, un neutrino elettronico e un antineutrino muonico:
μ+   →   e+ + anti-νμ + νe
Nel decadimento del muonio si libera anche il suo elettrone, che si aggiunge alle altre particelle prodotte dal decadimento del muone. Questo processo si verifica a causa dell'interazione debole e comporta una vita media di 2,2 μs e questa è anche la vita media del muonio, che non può sussistere dopo il decadimento del muone; la vita media misurata del muonio è di ≈2,2 μs, salvo piccolissime ma importanti variazioni dovute alla reciproca interazione delle due particelle nello stato legato (μ+e−) e che sono oggetto di indagini.
Il muonio, in quanto indagabile con la sola QED, viene anche considerato un modello per lo studio della fisica particellare ed anche della fisica oltre il Modello standard; in particolare, sono in corso ricerche sul suo possibile decadimento in un neutrino elettronico e un neutrino muonico: (μ+e−)   →   νμ + νe.

## Proprietà «atomiche»
Il muonio, considerato come atomo, sarebbe un atomo monoelettronico come l'idrogeno, con un nucleo che al posto del protone (un barione, particella composita) ha un muone (un leptone, particella elementare) e avente una massa complessiva di circa un nono rispetto a H. La natura leptonica di questo atomo esotico permette di calcolare dall'elettrodinamica quantistica (QED) i suoi livelli energetici con grande precisione, diversamente dal caso dell'atomo di idrogeno, dove la precisione è limitata dall'incertezza sulla struttura interna del protone. Inoltre, dato che la massa ridotta μ del sistema muone - elettrone è quasi uguale a quella del sistema protone - elettrone (μ ≈ me), i parametri energetici del muonio sono quasi uguali a quelli di un atomo diidrogeno e differiscono nettamente da quelli del positronio (μ ≈ ½ me). Infatti, il suo raggio di Bohr e la sua energia di ionizzazione differiscono da quelli dell'idrogeno (o del deuterio o del trizio) per meno dello 0,5%.
In quanto "atomo" soggetto a decadimento e con livelli energetici quasi uguali a quelli dell'idrogeno, qualcuno considera il muonio una specie di secondo radioisotopo dell'idrogeno, dopo il trizio.
Nella pur breve scala temporale della sua esistenza il muonio può partecipare a reazioni chimiche e formare composti, come il cloruro di muonio (MuCl), analogo ad HCl, il muoniuro di sodio (NaMu), analogo a NaH e l'idruro di muonio MuH, analogo al diidrogeno (H2).

## Applicazioni spettroscopiche
Il muonio viene anche usato in una variante della spettroscopia di risonanza dello spin elettronico (ESR) per l'analisi delle trasformazioni chimiche e delle strutture dei composti con proprietà elettroniche potenzialmente valutabili (questa forma di risonanza dello spin elettronico è chiamata risonanza dello spin muonico o μSR). Ci sono altre forme di "risonanza dello spin muonico", per esempio la muon spin rotation, che opera con l'introduzione di un campo magnetico trasversalmente al raggio di muoni, e l'Avoided Level Crossing (ALC), chiamato anche Level Crossing Resonance (LCR).